# Картавов, Пётр Алексеевич
Пётр Алексеевич Картавов (1873—1941) — русский и советский собиратель книг и рукописей, историк, библиограф, издатель.

## Биография
Пётр Картавов родился 23 июня 1873 года в деревне Вараксино Грязовецкого уезда Вологодской губернии в семье купца Алексея Фёдоровича Картавова. В 1876 году семья переехала в Санкт-Петербург, жили они в Новой Деревне. Алексей Фёдорович был театральным антрепренёром, арендатором Малого театра на Фонтанке, владельцем нескольких актёрских трупп и основателем театра и сада «Ливадия».
В 1881—1882 годах Пётр Картавов учился в петербургском пансионе Е. Л. Васильевой. В 1883 году он был принят в Санкт-Петербургское Коммерческое училище. Во время учёбы там Картавов заинтересовался букинистикой. В 1892 году окончил училище получив звание личного почётного гражданина и право поступления в высшее учебное заведение. С 1893 года на службе в учётном отделении Санкт-Петербургского учётного и ссудного банка. В 1894 году после смерти отца Пётр Картавов унаследовал его состояние. В 1896 году он оставил службу в банке.
В 1894 году Картавов вступил в Новодеревенское благотворительное общество. С 1899 по 1919 год он состоял членом Общество пособия бедным в районе прихода Благовещенской Стародеревенской церкви. С 1894 по 1930 год был членом московского Общества русских драматических писателей и оперных композиторов, там он переводил либретто опер под псевдонимом «Пётр Обнорский». В 1895 году начал издательскую деятельность, издавал либретто опер и другие книги.
В 1897—1898 годах в качестве вольнослушателя посещал лекции в Санкт-Петербургском археологическом институте, после чего решил заняться собиранием предметов русской старины. Собирал печатные книги и рукописи. Много внимания уделял творчеству Н. А. Некрасова и Вольтера, собирал библиографические справочники. В 1898 году издал «Библиографические известия о редких книгах», в 1902 году выпустил «Литературный архив, издаваемый П. А. Картавовым». В 1906 году открыл в Санкт-Петербурге книжный магазин. Собирал рукописные книги XVIII—XIX веков, автографы известных людей, документы различных ведомств. Объектами собирательства Картавова также были филиграни, штемпели, гербовая бумага, монеты, боны, почтовые марки и гравюры. В 1899—1900 годах выпустил книгу «Исторические сведения о гербовой бумаге в России».
В 1903 году Картавов издал «Путешествие из Петербурга в Москву» Радищева, но почти весь тираж книги был уничтожен по цензурным соображениям. В 1904 году он издал сборник «ростопчинских афиш» 1812 года. В 1906 году совместно с Н. Л. Пушкарёвым издавал сатирический журнал «Бомба», писал для журнала под псевдонимом «Молодые новобранцы» и «Ненекрасов». Журнал был закрыт властями после выхода двух номеров. В 1907 году Картавов издавал журнал «Весельчак», всего вышло 7 номеров. В 1911 году издал три номера «Журнала редкостей», посвящённого различным предметам старины.
После Октябрьской революции продал большую часть своей библиотеки. В 1920-х годах активно коллекционировал боны и марки, написал работу «Краткий исторический очерк российских бумажных денежных знаков» (не опубликована). Состоял членом Ленинградского общества экслибристов (1923-1930) и Ленинградского общества библиофилов (1923-1931). В 1930 году работал в Музее связи, затем перешёл в Государственный книжный фонд СССР. В 1933–1934 годах он работал в Центральной ленинградской библиотеке. После этого он нигде не работал по состоянию здоровья.
Скончался 19 декабря 1941 года в блокадном Ленинграде. Часть архива Картавова хранится в Публичной библиотеке и в библиотеке Академии наук.

## Семья
Первая жена: дочь коллежского советника дворянка Мария Андреевна Петрова. У них было четверо детей: Александр, Елена, Андрей и Николай. Вторая жена: М. П. Минаева.

## Сочинения
- Библиографические известия о редких книгах. СПб., 1898. Вып. 1, 2;
- Исторические сведения о гербовой бумаге в России. СПб., 1900. Вып. 1.